# Клят, Валентина Павловна
Валентина Павловна Клят (14 января 1940, Ташкент, Узбекская ССР) — кандидат биологических наук, автор многих статей и научных работ в сфере изучения хлопчатника. Лауреат Государственной Премии Республики Узбекистан в области науки и техники, литературы, искусства и архитектуры за 2011 год.

## Научная деятельность
С 1962 по 2011 годы работала в ИНСТИТУТЕ ГЕНЕТИКИ И ЭКСПЕРИМЕНТАЛЬНОЙ БИОЛОГИИ РАСТЕНИЙ АН РУз. Сохранение, изучение, интродукция и использование генетических ресурсов хлопчатника с привлечением мирового генофонда хлопчатника и других культур.

### Основные направления исследований
- Обогащение, сохранение, изучение, интродукция и использование генетических ресурсов хлопчатника и других сельскохозяйственных растений;
- Исследование структуры генома хлопчатника, создание генных, белковых и метаболитных маркеров. Обогащение традиционной селекции маркер-ассоциированной селекцией на основе ДНК, белков и метаболитов;
- Создание трансгенных растений хлопчатника, пшеницы и других культур с заданными свойствами;
- Создание новых сортов сельхозрастений с комплексом хозяйственно-ценных признаков классическими и биотехнологическими методами на основе генно-инженерной и маркер-ассоциированной селекции (МАС).

### Публикации
- Dariev AS, Klyat VP. 1980 Morfologicheskaya kharakteristika vikarnykl vidov Gossypium klotschianum i G. davidsonii. Uzbek. Biol. Zhurn., no.5. 40 — 44 (1980)
- Illus. Anatomy and morphology. Geog=2 Systematics: ANGIOSPERMAE (MALVACEAE: GOSSYPIUM) (, 198005042). Klyat VP, Rizaeva SM, Abdullaev AA. 1990 Morphological and anatomical features of polygenome cotton hybrids. Uzb. biol. Zh. (4),. 54-7. Russ. Gossypium leaf anatomy. Polyploids. Malvaceae, Polyploids (, 185902959). Dariev AS, Klyat VP. 1980 Morphological characteristics of vicarious species Gossypium Klotzschianum and Gossypium davidsonii. Uzb. biol. Zh. (5),. 40-4. Russ. only. Includes some anatomical details. Malvaceae ** (, 185702145). Klyat VP, Garaeva FZ, Berezina IA (1988) Structure of the Cotyledon Leaves of Wild and Cultivated Cotton Cultivars. Uzbekskii Biologicheskii Zhurnal, 35-9. Contact: KLYAT V P ; INST EXP BIOL PLANT, ACAD SCI UZB SSR, TASHKENT, USSR. Klyat VP, Abdullaev AA (1986) Morphogenesis of Wild Cotton Species. Uzbekskii Biologicheskii Zhurnal, 54-6. Contact: KLYAT V P ; INST EXP BIOL PLANT, ACAD SCI UZB SSR, TASHKENT, USSR. Klyat VP (1983) Spermoderm Structure of Some Species of the Genus Gossypium. Uzbekskii Biologicheskii Zhurnal, 50-3. Contact: KLYAT V P; INST EXP PLANT BIOL, ACAD SCI UZB SSR, TASHKENT, USSR. Klyat VP, Garaeva FZ, Berezina IA (1988) Structure of the Cotyledon Leaves of Wild and Cultivated Cotton Cultivars. Uzbekskii Biologicheskii Zhurnal, 35-9. Contact: KLYAT V P ; INST EXP BIOL PLANT, ACAD SCI UZB SSR, TASHKENT, USSR. AuthorsGaraeva, F. Z.; Klyat, V. P.; Abdullaev, A. A.

MiscellaneousGeneticheskie posledstviya zagryazneniya okruzhayushcheĭ sredy mutagennymi faktorami: Vsesoyuznoe koordinatsionnoe soveshchanie, [Samarkand], 8-10 oktyabrya, 1990. 1990 pp. 60–61